# Úštěk (nádraží)
Úštěk je železniční stanice v západní části obce Úštěk v okrese Litoměřice v Ústeckém kraji při břehu rybníka Chmelař. Leží na jednokolejné neelektrizované trati Lovosice – Česká Lípa.

## Historie
První nádraží vzniklo v Úštěku s budováním trati z Velkého Března, zprovozněno bylo při otevření úseku z Lovečkovic 11. září 1890 akciovou společností Místní dráha Velké Březno - Verneřice - Úštěk (Localbahn Grosspriesen - Wernstadt - Auscha - L.G.W.A).
Druhá stanice byla otevřena 29. prosince 1898 společností Ústecko-teplická dráha (ATE) vedoucí z Litoměřic, (18. října zprovozněna spojka do Lovosic, kudy od roku 1850 vedla železnice společnosti Severní státní dráha ze směru z Prahy do Ústí nad Labem), do České Lípy, roku 1900 byla trať prodloužena až do Liberce. Nádraží vzniklo dle typizovaného předpisu drážních budov ATE. 29. května 1899 propojila obě nádraží krátká spojovací trať.
Po zestátnění ATE k 1. lednu 1923 správu přebraly Československé státní dráhy. Březenská trať byla dopravně uzavřena v roce 1978.

## Popis
Nachází se zde dvě nekrytá jednostranná nástupiště, k příchodu na nástupiště č. 1 slouží přechod přes kolej.